# هارفي سوتون
هارفي سوتون (بالإنجليزية: Harvey Sutton)‏ هو منافس ألعاب قوى أسترالي، ولد في 18 فبراير 1882 في Castlemaine, Victoria ‏ في أستراليا، وتوفي في 21 يونيو 1963 في Rose Bay, New South Wales ‏ في أستراليا.

## وصلات خارجية
- هارفي سوتون على موقع النتائج التاريخية لألعاب القوى الأسترالية (الإنجليزية)
- هارفي سوتون على موقع أوليمبيديا (الإنجليزية)